# Infliximab
Infliximab ist ein chimärer monoklonaler Antikörper. Infliximab ist gegen den Tumor-Nekrose-Faktor α (TNFα) gerichtet und wird daher auch als TNF-Blocker bezeichnet.
TNFα ist bei Erkrankungen des rheumatoiden Formenkreises von zentraler Bedeutung, er beeinflusst eine Vielzahl von Signalsystemen des Immunsystems.

## Anwendungsgebiete
Die Therapie mit Infliximab ist bei folgenden Krankheiten in der Europäischen Union zugelassen:
- rheumatoide Arthritis
- Morbus Crohn (Infliximab ist auch für die Behandlung des Morbus Crohn bei Kindern zugelassen)
- Fistelbildungen bei Morbus Crohn
- Colitis ulcerosa
- Spondylitis ankylosans (Morbus Bechterew)
- Psoriasis-Arthritis
- Schuppenflechte

Infliximab wird bei schweren Verläufen eingesetzt und/oder wenn konventionelle Therapien (z. B. NSAR, Glukokortikoide, Methotrexat) bei Patienten nicht ausreichend wirksam waren.
Infliximab ist ein Immunsuppressivum und wird in Einzelfällen auch gemeinsam mit Methotrexat verabreicht. Es wird normalerweise mit 5 mg je kg Körpergewicht dosiert und in Kochsalzlösung aufgelöst intravenös verabreicht. Je nach Schweregrad und Krankheitsverlauf kann die Dosierung auf bis zu 10 mg je kg Körpergewicht erhöht werden.

## Entwicklung und Vermarktung
1989 entwickelten Junming Le und Jan Vilcek von der New York University School of Medicine den monoklonalen Antikörper gegen TNFα.
1998 erteilte die FDA die Zulassung für Remicade für die Indikation Morbus Crohn. Ein Jahr später folgte die Zulassung in der Europäischen Union.

2001/2002 sorgte Remicade für Aufsehen in der Fachwelt, nachdem 202 Todesfälle im direkten Zusammenhang mit Infliximab bekannt wurden. Seitdem gelten erhöhte Vorsichtsmaßnahmen, wie z. B. Ausschluss von Tuberkulose vor Behandlungsbeginn.
Janssen Biotech vertreibt Remicade in Amerika, Mitsubishi Tanabe in Japan, Xian Janssen in China, sowie MSD (ehemals von Schering-Plough resp. Essex Pharma) in Europa und in der restlichen Welt. Im September 2013 wurde das erste Infliximab-Biosimilar („Biogenerikum“) für Europa zugelassen, im Februar 2015 kam es in Deutschland auf den Markt: Remsima und Inflectra sind Bioidenticals, also aus dem gleichen Herstellungsprozess der Firma Celltrion und werden in Deutschland von Celltrion  (Remsima) bzw.  Pfizer (Inflectra) vermarktet. Seit 2019 wird Remsima auch als Spritze oder Pen von Celltrion vertrieben.

## Geschichte
Die Therapie mit TNFα-Blockern hat die Möglichkeiten der Behandlung der rheumatoiden Arthritis zu Anfang des 21. Jahrhunderts deutlich verbessert. Mit fortschreitender Erfahrung im Einsatz von anti-TNFα-Präparaten beginnen Rheumatologen, Gastroenterologen und Dermatologen immer häufiger dem Anspruch auf Remission gerecht zu werden. In der rheumatoiden Arthritis bewies die BeSt-Studie den Vorteil einer frühen, aggressiven Kombinationstherapie unter enger ärztlicher Kontrolle. Die 4-Jahresdaten aus dieser Studie zeigten, dass der Anspruch auf Remission, in einigen Fällen sogar auf therapiefreie Remission, mittlerweile gerechtfertigt ist.

## Struktur
Die variable, antigenbindende Region macht ca. 30 % aus und ist der murine (Maus) Anteil, während die konstante Region mit der Effektorfunktion ca. 70 % ausmacht und menschlichen Ursprungs ist. Der konstante Bereich der schweren Kette ist einem IgG1-Antikörper entnommen und die leichte Kette ist durch eine κ-Kette repräsentiert.

## Pharmakologie
Der Antikörper wird als intravenöse Infusion über zwei Stunden oder länger verabreicht. Nach Erstinfusion müssen die Folgeinfusionen darauf folgend nach 2 Wochen und 6 Wochen, später in der Regel – je nach Wirkung – regelmäßig nach 8 Wochen wiederholt werden. Seit 2019 kann nach 2 Infusionen auf Remsima sc (subkutan) gewechselt werden, das dann alle 2 Wochen vom Patienten selbst als Spritze oder Pen injiziert wird. Im Besonderen kann bei der Rheumatoiden Arthritis sofort mit Remsima sc gestartet werden. Bei sorgfältig ausgewählten Patienten, die mindestens 3 initiale 2-stündige Remicade-Infusionen (Induktionsphase) vertragen haben und eine Erhaltungstherapie bekommen, kann eine Verabreichung nachfolgender Infusionen über einen Zeitraum von nicht weniger als 1 Stunde erwogen werden.
Infliximab verteilt sich sofort im Gefäßsystem (Systemic Immediate Release = SIR), wo es noch bis zu 8 Wochen später nachweisbar ist. Dort blockiert er die TNFα-gesteuerte Freisetzung von entzündungsauslösenden Botenstoffen (Zytokine) und führt somit in vielen Fällen nach zwei Wochen zu einer deutlichen Reduktion der Entzündungen. Da der Antikörper ein chimäres Produkt aus menschlichem und tierischem Protein (Mensch/Maus) ist, können Überempfindlichkeitsreaktionen auftreten. Auch infusionsbedingte Reaktionen wie Fieber, Hautausschlag mit Juckreiz, Schüttelfrost, Atemnot und Brustschmerzen sind möglich. Dabei scheint weniger die murine Herkunft des variablen Anteils eine Rolle zu spielen, als vielmehr das Muster der posttranslationalen Glykosylierung und andere produktionsbedingte Einflüsse: Der Herstellungsprozess findet in einer murinen Myelomzelllinie statt. Bei allen Herstellungsprozessen biologischer Präparate in Zellkulturen werden die entstehenden Proteine anders modifiziert als in unbehandelten menschlichen Zellen. Als Konsequenz werden in Zellkulturen, wie beispielsweise in den bei gentechnologischen Produktionsprozessen häufig verwendeten chinesischen Hamster-Ovarialzellen (CHO-Zellen), die gebildeten Proteine nach anderen Mustern mit Zuckerresten ausgestattet als in unbehandelten menschlichen Zellen. Aber auch die Glykosylierungsmuster zwischen zwei menschlichen Individuen können stark voneinander abweichen, was beispielsweise zu Transplantatabstoßung bei Organspende führen kann. Insofern weisen auch Präparate aus gentechnisch hergestellten Vollhumanproteinen ähnliche Immunogenität wie chimäre Proteine auf. Eine mögliche unerwünschte Infusionsreaktion kann durch vorangehende Verabreichung von Glukokortikoiden, Antihistaminika und/oder Antiphlogistika wirksam abgeschwächt oder sogar verhindert werden.
Da Infliximab Immunreaktionen beeinflusst und unter der Behandlung unter anderem latente Tuberkulose wiederaufflammen kann, muss der Behandlung ein Test auf TBC vorangehen, der negativ sein muss. Auch muss während der gesamten Behandlungsdauer das Blutbild überwacht werden. Weitere Informationen, insbesondere zu Nebenwirkungen, sind unter den unten angegebenen Links zu finden.

## Nebenwirkungen
Infliximab hat von allen TNF-alpha-Blockern die höchste Rate an anaphylaktischen Reaktionen. Dies ist auf die Herstellungsart zurückzuführen, da es sich bei Infliximab nicht um ein Humanprotein handelt, sondern um einen chimären Antikörper (Endung -ximab), d. h. der variable Teil des Antikörpers ist Mausprotein.

## Handelsnamen
Remicade (MSD)
Biosimilars
Inflectra (Pfizer) resp. Remsima (Celltrion) sind die Handelsnamen für das seit 2013 als Biosimilar zugelassene Infliximab.
Flixabi von Samsung Bioepis ist seit 2016 in EU zugelassen.
Zessly (Sandoz / Hexal – EU seit 2018)